# Манонкур-ан-Вермуа
Манонку́р-ан-Вермуа́ (фр. Manoncourt-en-Vermois) — коммуна во французском департаменте Мёрт и Мозель, региона Лотарингия. Относится к  кантону Сен-Николя-де-Пор.

## География
Манонкур-ан-Вермуа расположен в 12 км к юго-востоку от Нанси. Соседние коммуны: Куавиллер на востоке, Бюртекур-о-Шен и Азело на юго-западе, Люпкур и Виль-ан-Вермуа на северо-западе.

## Демография
Население коммуны на 2010 год составляло 337 человек.
| 1962 | 1968 | 1975 | 1982 | 1990 | 1999 | 2010 |
| ---- | ---- | ---- | ---- | ---- | ---- | ---- |
| 161  | 184  | 159  | 228  | 248  | 248  | 337  |